# Юсуфбеков, Худоер Юсуфбекович
Худоер Юсуфбекович Юсуфбеков (тадж. Худоёр Юсуфбекович Юсуфбеков; 10 декабря 1928, Пиш, Дарморахт, АОГБ, Таджикская АССР — 27 ноября 1990, Душанбе, Таджикская ССР, СССР) — советский учёный-растениевод, организатор науки на Памире. Доктор сельскохозяйственных наук (1969), действительный член (академик) АН Таджикской ССР (1976), профессор (1984), академик-секретарь Отделения биологических наук АН Таджикской ССР (1986—1990), член Президиума АН Таджикской ССР (1989), общественный деятель. Ректор Таджикского сельскохозяйственного института Минсельхоза СССР (1981—1986).
Директор Памирской биологической станции АН Таджикской ССР (с 1962), одновременно председатель Бюро Памирской базы, с 1980-х годов — председатель Памирской научно-исследовательской базы АН Таджикской ССР (1965—1990), одновременно научный директор Памирского ботанического сада (1965—1981), первый директор созданного им Памирского биологического института АН Таджикской ССР (1969—1981).
Известен как учёный, разработавший новое направление растениеводческого освоения аридных горных и высокогорных территорий Памиро-Алая, как специалист в области луговедения, пастбищного хозяйства, фитомелиорации и интродукции растений, ботаники, а также как полевой исследователь-практик. Разработал дифференцированную по эколого-географическим районам и высотным поясам систему улучшения кормовых угодий Памира и Алайской долины (1968), внедрил систему аридного кормопроизводства, предложил методы возделывания полезных растений в условиях Памира (1972), разработал генеральный план реконструкции Памирского ботанического сада (1970—1975).

## Биография
Родился 10 декабря 1928 года в кишлаке Пиш (сельсовет Дарморахт, АОГБ, Таджикская АССР) в семье колхозника, садовода-энтузиаста. В 11 лет лишился матери. В 1945—1946 гг. после окончания 7-летней школы работал в колхозе и на строительстве автодороги. В 1949 г. в Хороге окончил ср. школу № 3 им. Кирова. В 1949 г. поступил на 1-й курс агрономического факультета Таджикского сельскохозяйственного института, который окончил в 1954 г., получив квалификацию агронома. В студенческие годы Х. Ю. Юсуфбеков обнаружил склонность к научной работе, активно участвовал в работе студенческого научного общества факультета.
Научную деятельность начал в апреле 1954 г. в Памирском ботаническом саду в должности младшего научного сотрудника, по другим данным с должности старшего научного сотрудника. Здесь он под руководством профессора А. В. Гурского вёл исследования по закреплению и освоению песчаных и галечных массивов в Ишкашимском районе, а также работу по развитию коллекционных и производственных питомников Памирского ботанического сада. В 1956 году X. Ю. Юсуфбеков провёл первые опыты по залужению пустынных пастбищ на Западном Памире. Предложил и доказал возможность залужения пустынных пастбищ: «По предложению Н. И. Вавилова директором Памирского ботанического сада был назначен один из его соратников <…> Анатолий Валерианович Гурский <…> А. В. Гурскому за короткий срок удалось создать творческий коллектив молодых ученых, включавший ботаников, генетиков, селекционеров, агрономов. Научно-исследовательская работа сотрудников ботанического сада велась в трех направлениях: 1) геоботаническое изучение и картирование флоры Западного Памира (руководитель О. Е. Агаханянц); 2) изыскание земель, малопригодных для возделывания сельскохозяйственных культур для использования их в кормопроизводстве путем создания постоянных люцерников (руководитель Х. Ю. Юсуфбеков); 3) селекция картофеля — культуры, ранее неизвестной в регионе, которая помогла выжить местному населению в тяжёлые военные годы. Возглавляла работу селекционер P. Л. Перлова, продолжила исследования Л. Ф. Остапович».
В ноябре 1957 года он поступил в аспирантуру при Институте ботаники АН ТаджССР (г. Сталинабад), где под руководством профессора И. А. Цаценкина (Москва, Всесоюзный институт кормов им. В. Р. Вильямса) продолжил исследования по залужению пустынных горных склонов Западного Памира. После аспирантуры продолжил работать в том же институте мл. научным сотрудником с ноября 1960 года. Здесь, наряду с исследованиями на Памире, он провёл первые опыты по улучшению пастбищ Центрального Таджикистана (Рангонтау, Кондара).
В эти годы им были сформулированы и экспериментально доказаны методы создания высокопродуктивных кормовых угодий путём разного режима полива подсева трав без нарушения естественной растительности. Результаты этих исследований, внедрённые в колхозное производство Шугнанского и Ишкашимского районов ГБАО на больших площадях, явились основой кандидатской диссертации, защищённой в 1961 году.

### Памирская биологическая станция Чечекты близ Мургаба — Восточный Памир
В апреле 1962 г. X. Ю. Юсуфбеков был назначен директором Памирской биологической станции и развернул большую экспериментальную работу по улучшению пастбищ и сенокосов во всех районах Горно-Бадахшанской автономной области, а также Алайской долины Киргизской ССР.
В 1963 г. присвоено учёное звание старшего научного сотрудника по специальности «мелиорация и орошаемое земледелие». В 1965 г. избран председателем Бюро Памирской базы АН Таджикской ССР по совместительству. В 1966 году вступил в ряды членов КПСС (партбилет № 14533795).
Под его руководством на Памирской биостанции в 1964 г. создано три лаборатории:
- физиологии и биохимии растений;
- интродукции растений;
- экспериментальной геоботаники.

Началом проявления научно-организаторских способностей X. Ю. Юсуфбекова стала научно-исследовательская деятельность Памирской биостанции, которая приобретала комплексный характер. Наряду с проблемами экологической физиологии и биохимии растений, начало которым было положено профессором О. В. Заленским, дальнейшее развитие получили исследования по экспериментальной геоботанике, фитомелиорации, изучению почв, микроорганизмов, климатологии, а также вопросы растениеводческого освоения Восточного Памира.
За годы его работы значительно возросли численность сотрудников и объём научно-исследовательских работ. Это оказало положительное влияние на деятельность Памирской биологической станции, славные традиции которой, заложенные П. А. Барановым, И. А. Райковой, О. В. Заленским и К. В. Станюковичем, нашли достойное продолжение в деятельности X. Ю. Юсуфбекова:

В 1955 году начал свои работы по фитомелиорации пастбищ Западного Памира Х. Ю. Юсуфбеков, позже он охватил изучением многие районы Восточного Памира и отгонные пастбища в Алайской долине (межгорная впадина в пределах Памиро-Алайской горной системы в Кыргызстане). Он явился достойным преемником дела, начатого И. А. Райковой.
— З. Н. Донцова
В период своей работы на Памирской биостанции X. Ю. Юсуфбеков укрепил материально-техническую базу грузовыми автомашинами, лабораторным оборудованием, химреактивами с целью улучшения условий экспедиционного исследования Памира. Он продолжал совершенствовать методы улучшения пустынных и степных пастбищ Памиро-Алая, изучая структуру растительности, топо-экологические условия высокогорных пастбищ в широком географическом и высотном диапазоне. В результате была разработана система улучшения кормовых угодий Памира и Алайской долины, дифференцированная по эколого-географическим районам и высотным поясам. Данные по этой новой системе легли в основу монографии, вышедшей в свет в 1968 г., в том же году X. Ю. Юсуфбеков был избран членом-корреспондентом АН Таджикской ССР.
В 1969 г. монография «Улучшение пастбищ и сенокосов Памира и Алайской долины» была представлена в качестве диссертации (Москва, Всесоюзный НИИ кормов им. В. Р. Вильямса), которую он успешно защитил, получив учёную степень доктора сельскохозяйственных наук:

Итогом этих исследований явилась монография Х. Ю. Юсуфбекова «Улучшение пастбищ и сенокосов Памира и Алайской долины», высоко оцененная учёными (в качестве докторской диссертации, блестяще защищенной автором) и практиками. Был найден дифференцированный, экономичный и эффективный подход к решению проблемы зимних кормов в условиях аридных высокогорий. И сухость климата, и сложный рельеф, и бедность почв были преодолены.
— О. Е. Агаханянц

### Памирский биологический институт
В связи с расширением и углублением исследований на Памирской биостанции, с учётом уникальных природных условий и роста научных кадров, X. Ю. Юсуфбеков пришёл к выводу о необходимости организации биологического института на Памире — для координации всех исследований по проблемам аридных высокогорий.
В октябре 1968 года президент АН СССР М. В. Келдыш прибыл в ГБАО и посетил Памирский ботанический сад. Его сопровождали председатель Совета Министров Таджикской ССР А. К. Кахаров, президент АН Таджикской ССР М. С. Асимов и 1-й секретарь Горно-Бадахшанского областного комитета КП Таджикистана М. Н. Назаршоев. Руководитель ботсада (Худоер Юсуфбеков одновременно руководитель Бюро Памирской базы и Памирской биостанции АН ТаджССР) подробно изложил высоким гостям историю изучения Памира, рассказал о природных ресурсах, о проблемах, требующих своего решения в области биологии, сельского хозяйства. В итоге, обосновав вопрос о необходимости создания биологического института на Памире, Х. Ю. Юсуфбеков попросил поддержки Президента АН СССР М. В. Келдыша в рассмотрении и решении этого вопроса на высоком уровне, в Москве.
В скором времени М. С. Асимов и Х. Ю. Юсуфбеков были приглашены в Москву для участия в обсуждении ранее поднятой темы. На совместном заседании Президиума АН СССР и ГКНТ СССР вопрос о создании биологического института был решён положительно.

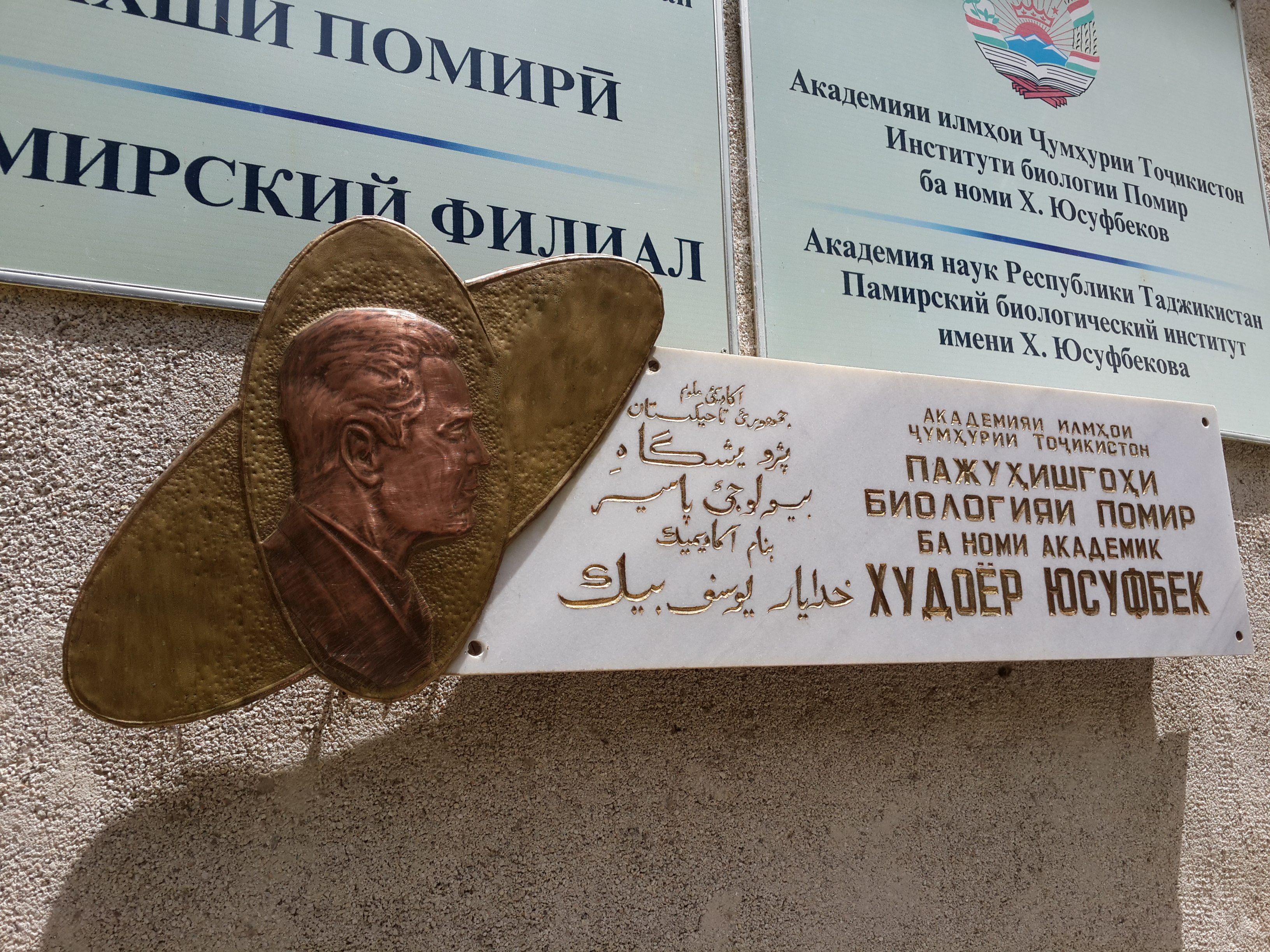
Плита с рельефным скульптурным изображением академика Х. Ю. Юсуфбекова на фасаде здания Памирского биологического института

И в 1969 г. все биологические научные учреждения Памира были объединены X. Ю. Юсуфбековым в Памирский биологический институт (ПБИ). Сегодня ПБИ носит имя своего основателя и первого директора. Ему подчиняются Памирская биологическая станция на Восточном Памире (3860 м над уровнем моря), Памирский ботанический сад близ г. Хорог (2320 м) и Ишкашимский опорный пункт (2600 м).
Текст партийно-производственной характеристики на Юсуфбекова Худоера Юсуфбековича от 1970 года, подписанный Асимовым — президентом Академии наук Таджикской ССР, Морозовым — секретарём Парткома Академии наук Таджикской ССР (сохранена оригинальная орфография):

ПАРТИЙНО-ПРОИЗВОДСТВЕННАЯ ХАРАКТЕРИСТИКА
На ЮСУФБЕКОВА Худоера Юсуфбековича — директора Памирского биологического института Академии наук Таджикской ССР, члена-корреспондента АН Таджикской ССР, доктора сельскохозяйственных наук, 1928 года рождения, по национальности таджик, член КПСС с 1966 года.
Х. Ю. Юсуфбеков в 1954 году окончил Таджикский сельскохозяйственный институт и стал работать младшим научным сотрудником Памирского ботанического сада. После окончания аспирантуры в 1960 году он работал младшим научным сотрудником Ботанического института АН Таджикской ССР. В 1962 году Х. Ю. Юсуфбеков защитил кандидатскую, а в 1969 году докторскую диссертацию.
При непосредственном участии Х. Ю. Юсуфбекова в 1969 году был создан Памирский биологический институт АН Таджикской ССР, который он и возглавил.
Основные направления научно-исследовательских работ Х. Ю. Юсуфбекова — растениеводческое освоение аридных горных и высокогорных пастбищ Памира и Алайской долины Киргизской ССР. По этим вопросам им опубликовано более 20 научных работ, объёмом свыше 50 печатных листов.
Разработанная Х. Ю. Юсуфбековым система улучшения кормовых угодий и освоения малопродуктивных земель, успешно внедряется в сельскохозяйственное производство ГБАО и дает большой экономический эффект.
Х. Ю. Юсуфбеков является видным организатором науки на Памире. За 8 лет под его руководством были организованы три научные лаборатории, а затем Памирский биологический институт, расширен профиль исследовательских работ, опубликовано более 200 научных работ о Памире.
Х. Ю. Юсуфбеков ведет большую общественно-политическую работу, он является депутатом Горно-Бадахшанского областного Совета депутатов трудящихся и членом Обкома КП Таджикистана.
За развитие науки на Памире Х. Ю. Юсуфбеков награждён медалью «За трудовую доблесть» и Почетной Грамотой Президиума Верховного Совета Таджикской ССР. Политически грамотен, морально устойчив, в быту скромен, пользуется заслуженным авторитетом среди научной общественности.
Президент Академии наук Таджикской ССР (подпись) М. Асимов (круглая печать)
Секретарь Парткома Академии наук Таджикской ССР (подпись) М. Морозов
1970 г.

Наряду с научной работой на должности директора института, вёл и большую научно-организационную деятельность. Им была определена структура подразделений института. Наряду с традиционными направлениями исследований были начато проведение научной работы по охране природы, зоологии, генетике и селекции растений.
Проведена большая работа по подготовке и росту научных кадров института с учётом специфических трудностей и отдалённости Памира от крупных научных центров. К концу 1975 года персонал ПБИ насчитывает более 100 человек, из них 45 научных сотрудников. Для работы в институт им были приглашены учёные из других регионов Советского Союза, а также были приняты конкретные меры по подготовке кадров на месте через аспирантуру и соискательство. За период руководства X. Ю. Юсуфбекова только сотрудники Памирской биологической станции и института защитили две докторские и более 30 кандидатских диссертаций. Одновременно с этим была установлена связь со многими научно-исследовательскими институтами АН СССР: Институтом физиологии растений имени К. А. Тимирязева, Институтом атомной энергии (ИАЭ) имени И. В. Курчатова, Институтом ботаники и Институтом зоологии и паразитологии имени Е. Н. Павловского АН Таджикской ССР и другими НИИ АН СССР.
В 1976 г. избран действительным членом (академиком) АН Таджикской ССР в возрасте 48 лет.
В 1981 г. за большие трудовые заслуги перед Советским государством и обществом награждён орденом «Трудового Красного Знамени» в области науки, поздравление выслал президент Академии наук СССР А. П. Александров.

#### Памирский ботанический сад
С 1965 по 1981 гг. X. Ю. Юсуфбеков работал одновременно научным директором Памирского ботанического сада (c 1968 г. — им. А. В. Гурского). В 1970—75 гг. разработал схему генерального плана развития Памирского ботанического сада. Для развития научной базы, расширения участков ботанического сада и заповедования типичных биологических объектов им было получено 624 га земельных угодий в окрестностях ботанического сада. Кроме того, к территории сада он присоединил 19 га поливных земель Варцушч дашта, на базе которых были организованы экспериментальные участки подразделений института. За годы руководства Х. Ю. Юсуфбекова Памирским ботаническим садом до 1981 г. в 7 раз увеличилась площадь коллекционных растений и в 10 раз увеличилась коллекция растений (до 4 тысячи видов, подвидов) мировой флоры. Коллекции растений в саду расположены по ботанико-географическому принципу, орошаемая территория разбита на 5 флористических отделов: Средней Азии и Восточной Азии, Европы и Кавказа, Северной Америки, Гималаев, Гиндукуша. Внутри отделов растения размещаются родовыми комплексами с учётом экологических особенностей видов. В соответствии со спецификой объектов исследований в саду были сформированы 3 группы: дендрологии, кормовых и лекарственных растений, цветоводства. Главной задачей Памирского ботанического сада была интродукция растений, проводился обмен семенами высокогорной флоры и посадочным материалом со 112 садами внутри СССР и 118 садами из 39 крупных ботанических центров Европы — ГДР, ФРГ, Норвегии, Дании, Голландии, ЧССР; Северной Америки — Канады, США; и других государств мира. В 1972 году построена насосная станция, благодаря которой воды р. Шахдары подняты на высоту 180 м. Это дало возможность расширить орошаемые территории ботанического сада более чем в 5 раз — с 22 до 118 га (на высоте 2140—2360 м). Площадь четырёх флористических отделов увеличилась в 2—4 раза. Построены дорожные и оросительные системы внутри сада, лабораторные и жилые корпуса института.

#### Опорный пункт по интродукции и акклиматизации субтропических и цитрусовых растений в Дарвазе
Х. Ю. Юсуфбеков уделял большое внимание изучению генофонда местных плодовых растений. Из большого числа выявленных форм в саду были отобраны 16 перспективных местных форм абрикосов, превосходящих интродуцированные сорта по урожайности и качеству. Начиная с 1974 г. часть исследований плодоводов он перенёс на территорию Дарваза, где на склонах гор встречаются дикорастущие инжир, гранат, виноград, хурма, миндаль и другие плодовые. В Дарвазе им был создан опорный пункт по интродукции и акклиматизации субтропических и цитрусовых растений на площади 8 га. Начатые в 1975 г. под его руководством опыты доказали перспективность развития цитрусоводства в Калайхумбском районе ГБАО. В совхозе им. Ю. Фучика уже заложен лимонарий на площади 1 га, а также гранатовый и инжировый сады на 8 га. В такой же степени успешно начаты в 1976 году исследования формового разнообразия и распространения облепихи. Выявлено несколько форм малооколюченной облепихи с высокой масличностью. Доказана целесообразность возделывания облепихи на галечниках в поймах памирских рек: «Масличность заготавливаемых плодов облепихи, произрастающей в долинах рек Ванч и Пяндж (массив Абхарв), составляет в среднем 12 %. Таким образом, с каждого гектара естественных зарослей здесь можно получить по 24 кг облепихового масла».

#### Охрана, восстановление и целенаправленная реконструкция растительности Горно-Бадахшанской автономной области
Научные интересы X. Ю. Юсуфбекова охватывали широкий круг вопросов, связанных с изучением природы Памира. Наряду с решением проблемы улучшения пастбищ он собрал значительный материал по охране, восстановлению и целенаправленной реконструкции растительности Горно-Бадахшанской автономной области. В монографии «Растительность Западного Памира и опыт её реконструкции», написанной совместно с О. Е. Агаханянцем, анализируются территориальные ресурсы Памира и вводится понятие о полигоне мелиорации Западного Памира. Внутри этого полигона мелиорации выделены 12 классов земель и даны обоснованные рекомендации по хозяйственному освоению каждого из выделенных классов земель. В монографии в наиболее полном виде представлена разработанная Х. Ю. Юсуфбековым модель освоения Памира. Составными элементами
её являлись вопросы комплексной реконструкции растительности на песках и галечниках, безбороздковый полив на крутых каменистых склонах, реконструкция растительности древних террас, селевых конусов выноса и др. Горные склоны, подвергшиеся эрозии, предполагалось, в частности, использовать под разбивку садов и залужение между насаждениями путём подсева многолетних бобовых трав. Схема реконструкции растительности эродированных склонов не только разработана, но и успешно испытана в Шугнанском, Рушанском, Ишкашимском районах ГБАО: «Всестороннее изучение залужения путём орошения и подсева трав без обработки почвы на каменистых пустынных пастбищах с разными грунтами показало, что для осуществления этого метода требуется в 13—20 раз меньше затрат труда и средств, чем при освоении земель с обработкой почвы, а полученный с таких участков урожай не уступает урожаю, снятому с посевов люцерны на вспаханной почве. Эффективность введения новых земель под пастбища и сенокосы, их улучшение являются важнейшими экономическими условиями внедрения метода Х. Юсуфбекова в практику горного сельскохозяйственного производства».
Рекомендации по комплексной реконструкции растительности на песках и галечниках также нашли широкое применение в производстве. Только за 1965—80 гг. Горно-Бадахшанским лесхозом созданы тополевые и абрикосовые насаждения на площади 1500 га. В последующие годы посадочные работы на развеваемых песках и галечниках проводятся ежегодно на площади 300—350 га.
В 1970 г. X. Ю. Юсуфбеков за работы по растениеводству и горному земледелию награждён бронзовой медалью ВДНХ СССР.
Основные идеи и методы, связанные с растениеводческим освоением Памира, изложены X. Ю. Юсуфбековым, помимо ранее опубликованных работ, в монографиях «Методы возделывания полезных растений на Памире» (1972), «Терескен на Памире» (1972), «Памир» (1973) и в многочисленных брошюрах, сборниках и статьях. В настоящее время опубликовано более 300 научных трудов.
За успешную и плодотворную многолетнюю работу по развитию науки и растениеводческому освоению Памира Х. Ю. Юсуфбекову в 1978 г. было присвоено почётное звание Заслуженный деятель науки Таджикской ССР.

#### Музей «Природа Памира»
Любовь к природе Памира и забота о её сохранении проявились также в создании музея «Природа Памира». Это было сделано при содействии художника Ахмада Мансурова, специально приглашённого Х. Ю. Юсуфбековым в 1979 г. Поскольку на балансе ПБИ музей отсутствовал, а штатное расписание не предусматривало должности художника, то изначально А. Мансуров числился как инженер-озеленитель, а параллельно осваивал новый участок работы. Первые зарисовки художника, сбор и составление экспонатов осуществлялись в старом здании ПБИ, которое после реконструкции и стало музеем: «С 1979 года организовывает [Худоер Юсуфбекович Юсуфбеков] реконструкцию и ремонт старого здания института в саду под музей „Природы Памира“, где начались первые зарисовки художника, был организован сбор и составление экспонатов, завершение которого пришлось на 1981 год».
Главная задача музея состояла в сохранении истории науки на Памире. Позднее, уже находясь на должности ректора Таджикского Ордена «Знак Почёта» сельскохозяйственного института, X. Ю. Юсуфбеков не переставал интересоваться работой и развитием этого подразделения. Музей «Природа Памира» продолжает функционировать в настоящее время и пользуется большой популярностью как у местных посетителей, так и у иностранцев.
Х. Ю. Юсуфбеков стремился создавать музеи повсеместно, так как в них, по мнению учёного, в наглядном виде можно было познакомиться с историей и достижениями науки. Он считал, что всё это служит рождению новаторских исследований и продолжению развития науки в будущем. Как вспоминает художник Ахмад Мансуров: «Он разговаривал со мной на моём художественном языке» (из интервью Ахмада Мансурова — видеоматериал).

### Таджикский сельскохозяйственный институт
В мае 1981 года X. Ю. Юсуфбекова перевели на работу в г. Душанбе на должность ректора Таджикского Ордена «Знак Почёта» сельскохозяйственного института Главного управления сельскохозяйственных высших учебных заведений Министерства сельского хозяйства СССР.
В Таджикском сельскохозяйственном институте (ТСХИ) он энергично взялся за улучшение учебно-воспитательного процесса. Много внимания уделял развёртыванию научно-исследовательских работ на кафедрах и привлечению студентов к научно-исследовательской деятельности в научно-студенческих советах. Систематически проводились конференции, совещания, симпозиумы по многим аспектам сельскохозяйственной науки.
Юсуфбеков предпринимал конкретные меры по улучшению подготовки специалистов для нужд сельского хозяйства страны и укреплению учебной базы института. В целях овладения практическими навыками решения конкретных производственных вопросов организовывает для студентов новые учебные хозяйства на базе совхоза «Яван-2» (Яванский район). Значительных усилий потребовало продолжение строительства нового корпуса зооинженерного факультета, завершение которого пришлось на 1987 г.
В этом крупнейшем центре подготовки сельскохозяйственных кадров страны приходилось систематически решать новаторские организационные вопросы. При агрономическом факультете ректор организовывает новые отделения по подготовке высококвалифицированных специалистов — плодоводов и виноградарей, — лабораторию коллективного пользования научными приборами. При экономическом факультете появляется лаборатория вычислительной техники, в институте организовывает три новые кафедры, впервые осуществляет приём вступительных экзаменов с применением ЭВМ, создаёт музей «Истории ТСХИ».
Как специалист-интродуктор, X. Ю. Юсуфбеков находит оптимальное решение реконструкции и размещения зелёных насаждений на территории, прилегающей к зданию института. Вёл активную педагогическую работу на кафедре земледелия, читал студентам курс «Луговое кормопроизводство». Являлся председателем специализированных учёных советов по защите кандидатских диссертаций по специальностям «Растениеводство» и «Селекция и семеноводство».
Находясь на этой работе, X. Ю. Юсуфбеков по-прежнему осуществлял научное руководство тематикой исследований Памирского ботанического сада и лаборатории высокогорного плодоводства (находившейся на альтитуде 2700—3500 м), руководил работой аспирантов.
В 1984 г. за научно-педагогическую деятельность Х. Ю. Юсуфбекову присвоено звание профессора.

### АН Таджикской ССР в Душанбе
В мае 1986 г. X. Ю. Юсуфбеков был избран академиком-секретарём Отделения биологических наук АН Таджикской ССР. Он активно включился в работу Отделения, уделяя особое внимание повышению эффективности научно-исследовательских работ, переходу на программно-целевое планирование, укреплению материальной базы институтов. Он постоянно занимался и способствовал ускорению внедрения достижений науки в производство. Как академик-секретарь Отделения биологических наук АН Таджикской ССР, он имел широкий круг научных интересов в области биологии. Отделение биологических наук АН Таджикской ССР — структурное подразделение АН Таджикской ССР, в состав которого на тот период входили научные учреждения, исследования которых были посвящены биологическим проблемам — это научно-исследовательские институты: Ботаники; Зоологии и паразитологии им. Е. Н. Павловского; Физиологии и биофизики растений; Гастроэнтерологии; Памирский биологический (с 1992 г. им. академика Х. Ю. Юсуфбекова), Отдел общей генетики и Отдел охраны и рационального использования природных ресурсов (1986—1990).

#### Начало создания Института гуманитарных наук на Памире
В 1989 г. X. Ю. Юсуфбекову присуждена Государственная премия Таджикской ССР имени Абуали ибн-Сино и присвоено звание Лауреата Премии имени Абуали ибн Сино в области науки. В декабре 1989 г. избран членом Президиума АН Таджикской ССР. В этот период, когда Юсуфбеков Х. Ю. являлся одновременно председателем Памирской научно-исследовательской базы (с 1990 г. председатель Памирского филиала АН Таджикской ССР) и членом Президиума АН Таджикской ССР, по его инициативе Отдел памироведения был перебазирован из Института языка и литературы им. Рудаки (г. Душанбе) в г. Хорог; был создан Отдел социально-экономических исследований Памирской научно-исследовательской базы (на Памире). На базе этих двух отделов в 1991 году, спустя несколько месяцев после его смерти (27.11.1990), был создан Институт гуманитарных наук Памирского филиала АН Таджикской ССР (речь Додхудо Карамшоева по случаю 70-летия со дня рождения академика X. Ю. Юсуфбекова — видеоматериал):

…скромный, невероятно трудолюбивый Худоёр за короткую жизнь успел привнести свой бесценный вклад, обогатив таджикскую науку и научный мир Центральной Азии. <…> хочу особо отметить то, что Худоёр Юсуфбеков был инициатором и организатором создании Гуманитарного института на Памире, в Хороге, которому уже 7-8 лет, которому он был оплотом. Когда возник вопрос о переводе «Отдела памироведения» из Института языка и литературы Рудаки из Душанбе в Хорог <…> Худоёр Юсуфбеков обратился к нам: «Братья, если вы отказываетесь поехать работать на Памир, не будете служить своему народу в изучении духовной истории народа, то нам не на кого надеяться», и привёл в пример себя, что круглый год в отрыве от своих детей в высокогорном Памире, на всей территории Памира создавал научные структуры-учреждения <…> если вы откажетесь от этого, то я не знаю, к кому ещё обратиться. Именно это наставление Х. Ю. Юсуфбекова стало причиной тому, что все мы — я и мои коллеги — оставили Душанбе, и вот на протяжении нескольких лет мы выполняем свои служебные обязанности в Институте гуманитарных наук. В этой связи повторю ещё раз, мы считаем Худоёра основателем не только Памирского биологического института, но также основателем, родоначальником Института гуманитарных наук на Памире. Поэтому я думаю, благодаря усилиям учеников Худоёра Юсуфбекова было бы целесообразным создать Академгородок здесь, как это принято говорить в крупных научных городах России, и мы с гордостью отметим, что зачинателем этого городка был Худоёр Юсуфбеков. Мы считаем своим долгом всё созданное, основанное Худоёром Юсуфбековичем Юсуфбековым сохранить и развивать.— Д. Карамшоев

В Хороге академик Х. Ю. Юсуфбеков ещё при жизни организовывал обеспечение квартирами всех научных сотрудников из Душанбе, в его планы входило, кроме создания Института гуманитарных наук, создать ещё Институт гляциологии и Институт математики на Памире, его организаторские способности, авторитет — тесные научные связи со многими НИИ СССР, потенциал учёных из местных памирцев и других в республике — в Советском Союзе, на тот период истории позволили бы ему всё это воплотить на практике.

### Общественная деятельность
- депутат Мургабского районного Совета депутатов трудящихся с 1962 по 1967 гг.
- депутат Горно-Бадахшанского областного Совета депутатов трудящихся с 1966 по 1977 гг.
- депутат Горно-Бадахшанского областного Совета народных депутатов с 1977 по 1981 гг.
- член КПСС с 1966 г.
- член Горно-Бадахшанского обкома КП Таджикистана с 1966 по 1981 гг.
- делегат XVII, XVIII, XIX и XX съездов КП Таджикистана 1971, 1976, 1981 и 1986 гг.
- член Ревизионной комиссии ЦК КП Таджикистана (избран в состав ревизионной комиссии на XX съезде КП Таджикистана) с 1986 по 1990 гг.
- делегат VI и VII съездов Всесоюзного общества «Знание» СССР, Москва, Кремль, 1972 и 1977 гг.
- депутат Душанбинского городского совета народных депутатов с 1981 по 1990 гг.[2][5][6][18][21].

### Смерть

Памятник-захоронение Худоера Юсуфбекова (2320 м над ур. м.)

В последний месяц жизни Х. Ю. Юсуфбеков тяжело болел и был прооперирован. Его не стало 27 ноября 1990 года, он скончался в Городской клинической больнице № 4 г. Душанбе.
По указанию руководства республики и АН Таджикской ССР тело учёного было доставлено на самолёте в г. Хорог. Х. Ю. Юсуфбеков похоронен на территории Памирского ботанического сада им. А. В. Гурского на самом высоком месте — 2320 м над уровнем моря, откуда открывается панорама на весь город и сад, которому учёный посвятил свою жизнь (Местоположение могилы Х. Ю. Юсуфбекова на карте, видеоматериал).
На следующий день главный ежедневный печатный орган Центрального Комитета Компартии Таджикистана, Верховного Совета и Совета Министров Таджикской ССР «Коммунист Таджикистана» опубликовал большой некролог: «Наука Таджикистана понесла большую утрату. На 62-м году жизни скончался известный советский ученый, доктор сельскохозяйственных наук, профессор, академик АН Таджикской ССР, заслуженный деятель науки Таджикской ССР, член КПСС с 1966 года Худоёр Юсуфбеков. <…> широко известен в республике как видный организатор науки. <…> под руководством и при его непосредственном участии создана система улучшения памирских и алайских кормовых угодий. Рекомендованные Юсуфбековым Х. методы улучшения аридных кормовых угодий принесли большой экономический эффект, внедрены во многих хозяйствах Горно-Бадахшанской автономной области. <…> Его скромность, большое трудолюбие, добросовестность, доброжелательность снискали ему уважение и заслуженный авторитет. <…> Светлая память о Х. Ю. Юсуфбекове — верном сыне партии, крупном ученом и замечательном человеке навсегда сохранится в наших сердцах. Президиум Верховного Совета Таджикской ССР. Бюро ЦК Компартии Таджикистана. Президиум Совета Министров Таджикской ССР».

### Семья
- Отец — Амзаев Юсуфбек (1896—1988) — работал в колхозе имени Сталина до конца 1950-х годов, известен как искусный садовод:
  - первая жена — Шоабдолова Зарифамо (1905—1940) — сын Худоер (1928—1990), дочь Ошурмо (1938—2008)[50];
  - вторая жена — Давлатбекова Фаросатмо (1916—2003) — дочь Юсуфбекова Зинатмо (род. 1950), сыновья Усайнбек (род. 1952) и Джура (род. 1953).

Жена — Кадамшоева Хаетбегим (тадж. Ҳаетбегим Қадамшоева, 1932—2006) — выпускница Педучилища Хорога (1945—1948), литературного факультета Сталинабадского Учительского института (1949—1951), Душанбинского госпединститута им. Т. Г. Шевченко (1965). Секретарь обкома Союза НСШ ГБАО (1948—1949), курсы Центральной комсомольской школы (Москва, 1954), секретарь Горно-Бадахшанского обкома комсомола (1955—1960). Начальник ОАГС ОИК ГБАО (1960—1964). Лаборант сектора диалектологии, затем (с 1967) сектора памирских языков (1965—1969), старший лаборант сектора памирских языков, после (с 1974) отдела памироведения Института языка и литературы им. А. Рудаки АН Таджикской ССР (1969—1988). Делегат XII съезда ВЛКСМ (Москва, 1954), XII съезда КП Таджикистана (Сталинабад, 1959), депутат Хорогского городского Совета депутатов трудящихся ГБАО (5—8 созывов). Член КПСС с 1955 года.
Сыновья: Юсуфбеков Хуршед Худоёрович — (род. 1960), Юсуфбеков Исфандиёр Худоёрович — (род. 1956).

## Член научных сообществ, участие в научных мероприятиях
Участвовал в работе ряда всесоюзных, республиканских научных советов и редколлегий научных журналов:
- член Координационного совета Отделения общей биологии АН СССР (1987—1990),
- член Всесоюзного и Среднеазиатского советов ботанических садов СССР (1972—1990),
- член Совета по проблеме «Биологические основы рационального использования и охраны растительного мира» АН СССР (1976—1990),
- член Совета «Биологические основы освоения горных территорий Средней Азии» (1975—1990),
- член Совета Всесоюзного ботанического общества (1976—1990),
- председатель Совета по координации научной деятельности Отделения биологических наук АН Таджикской ССР (1987—1990),
- действительный член Географического общества СССР (1965—1990),
- Участник Выставки достижений народного хозяйства СССР (Свидетельство № 32718, Главный комитет ВДНХ СССР, 1972 г.),
- участвовал в работе XII Международного конгресса по луговодству в Москве (1974),
- участвовал в работе XIX Международного конгресса по садоводству в Варшаве, представлял советскую науку за рубежом (1974)[19],
- член Оргкомитета 4-го Всесоюзного Совещания по вопросам изучения и освоения флоры и растительности высокогорья (г. Душанбе, июнь 1968 г.)[к. 20][к. 21],
- организовал в г. Душанбе международный семинар по разработке комплексных программ для подготовки кадров и проведению исследования по рациональному землепользованию в Гималайском регионе совместно с сотрудниками Государственного комитета Совета Министров СССР по науке и технике (1987)[19],
- член ревизионной комиссии Всесоюзного общества «Знание» СССР (1976—1986),
- член президиума общества «Знание» Таджикской ССР (1976—1986),
- член президиума общества «Охрана природы» Таджикской ССР (1976—1990),
- член главной редакционной коллегии «Таджикской советской энциклопедии» (1968—1990),
- член редакционной коллегии спецтомов к 50- и 60 летию Таджикской ССР и КП Таджикистана (1974—1984),
- член научной редакционной коллегии «Сельскохозяйственной Энциклопедии Таджикистана» (1988—1990),
- член редакционной коллегии журнала «Известия АН Таджикской ССР, Отделения биологических наук» (1966—1986),
- главный редактор журнала «Известия АН Таджикской ССР, Отделения биологических наук» (1986—1990),
- председатель Горно-Бадахшанского областного общества «Знание» (1966—1981),
- председатель Горно-Бадахшанского областного общества «Охрана природы» (1966—1981),
- принимал активное участие в пропаганде достижений науки среди населения республики, за активную многолетнюю работу на посту Председателя правления Горно-Бадахшанского областного общества «Знание» и внедрение достижений науки в производство награждён медалью им. академика С. И. Вавилова (1974),
- возглавлял делегацию республики при посещении города-побратима Клагенфурта в Австрии (1983)[19],
- Юсуфбеков Х. Ю. Опыт коренного улучшения пустынных пастбищ Западного Памира // Пастбища Узбекистана: Материалы Республиканской научной конференции по вопросам использования и улучшения пустынных и полупустынных пастбищ, 22—24 декабря 1960 г. — Ташкент, 1961. — С. 80—84.
- Юсуфбеков Х. Ю. Фитоценологические изменения пустынных пастбищ Памира под влиянием мелиорации // Тезисы докладов Третьего Сталинабадского совещания по проблеме биокомплексов аридной зоны СССР, 8—12 мая 1961 г. — Сталинабад, 1961. — Вып. 1. — С. 58—59. — В надзаг.: АН СССР, АН ТаджССР.
- Юсуфбеков Х. Ю. Пути улучшения кормовой базы Памира // Третье Всесоюзное совещание по вопросам изучения и освоения флоры и растительности высокогорий, 13—15 июля 1965 г., г. Фрунзе: Тез. докл. — М.; Л.,, 1965. — С. 51—52.
- Юсуфбеков Х. Ю. Биологическая характеристика облепихи Памира // Материалы (тезисы) Первого съезда фармацевтов Таджикистана, 11—12 октября 1979 г. — Душанбе, 1979. — С. 214.
- Агаханянц О. Е., Юсуфбеков X. Ю. Антропогенная деформация геосистем Памира // Горные геосистемы: (Тезисы докладов Всесоюзного симпозиума «Горные геосистемы внутриконтинентальных пустынь и полупустынь»). — М., 1982. — С. 14—16.
- Юсуфбеков Х. Ю. О дальнейшем развитии биологических исследований на Памире // Пятое Всесоюзное совещание по вопросам изучения и освоения флоры и растительности высокогорий, 22—24 июня 1971 г., г. Баку: Тез. докл. — Л.; Баку, 1971. — С. 309—312.[5][6][7][18][19].

## Награды и звания
Деятельность Х. Ю. Юсуфбекова отмечена следующими государственными наградами:
- Почётная грамота Президиума Верховного Совета Таджикской ССР (№ 32346, 1964);
- Медаль «За трудовую доблесть» (ж № 149044, 1966);
- Медаль «В ознаменование 100-летия со дня рождения Владимира Ильича Ленина» (№ 1041386, 1970);
- Медаль «Выставки достижения народного хозяйства СССР» (1970);
- Бронзовая медаль ВДНХ «За достигнутые успехи в развитии народного хозяйства СССР» (№ 38626, 1972);
- Медаль им. академика С. И. Вавилова (1974);
- Грамота Президиума Академии наук Таджикской ССР — за многолетнюю безупречную работу и большой вклад, внесённый в развитие науки в республике (1976);
- Орден Трудового Красного Знамени (№ 1042386, 1981);
- Звание «Заслуженный деятель науки Таджикской ССР» — за заслуги в развитии сельскохозяйственной науки, изучение природы Памира и в связи пятидесятилетием со дня рождения (23.11.1978);
- Благодарственная грамота Ордена Ленина Всесоюзного общества «Знание» СССР (Москва 28.12.1984 № 65281);
- Почётная грамота ЛКСМ Таджикистана — за плодотворную работу по коммунистическому воспитанию подрастающего поколения (1985);
- Государственная премия Таджикской ССР имени Абуали ибн-Сино, а также звание Лауреата премии имени Абуали ибн-Сино — за цикл работ «Улучшение пастбищ и сенокосов Памира и Алайской долины и растениеводческое освоение горных территорий Памира» (1989)[3][5][6][48][18][19][21].

## Память и признание

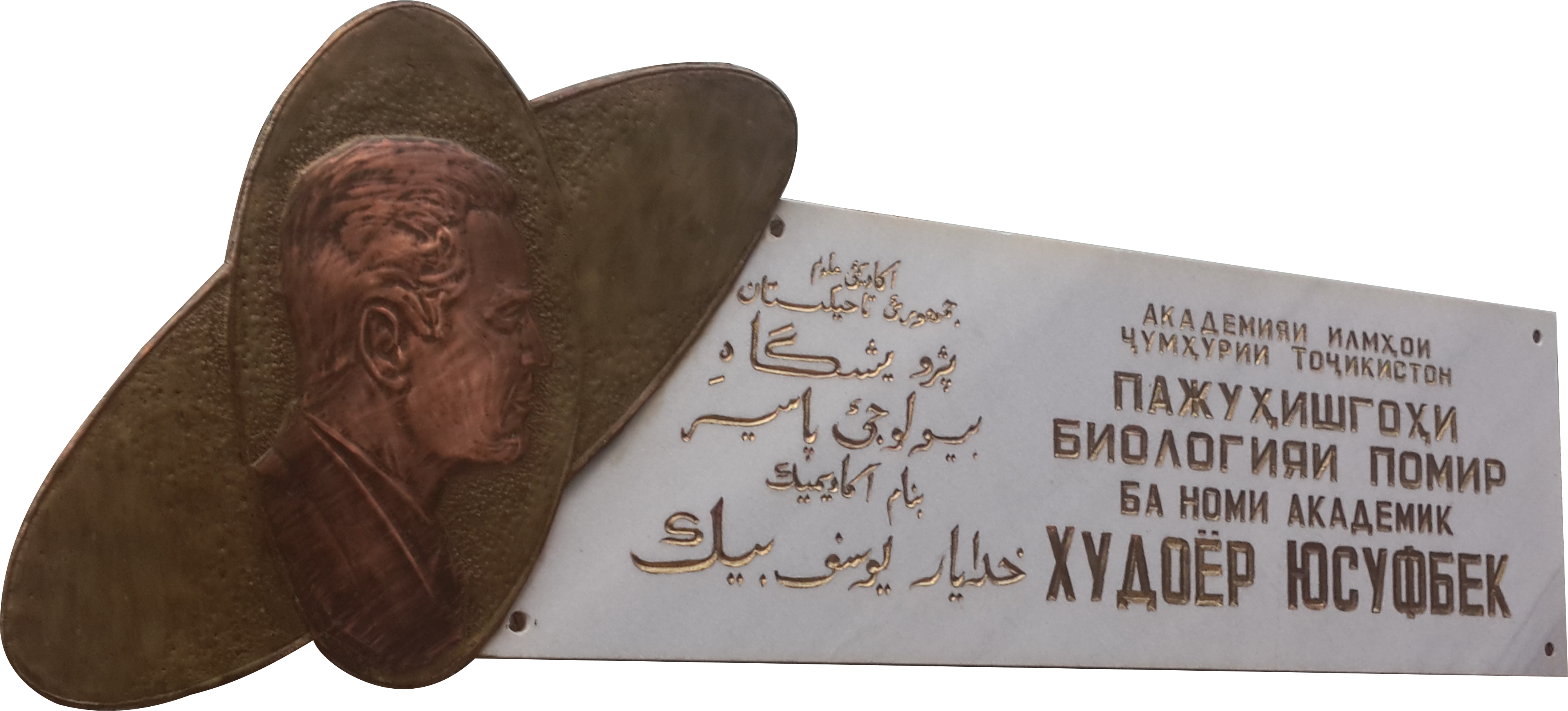
Плита с рельефным скульптурным изображением академика Х. Ю. Юсуфбекова

- Памирский биологический институт носит имя своего создателя (с 5 марта 1992 года[36][37])[19][36][37][38].
- На фасаде здания Памирского биологического института установлена мемориальная плита с рельефным скульптурным изображением учёного(1993)[19] (видеоматериал).
- Могила, осыпанная цветами (тадж.) = Мазори гулафшони олим // Tojikistoni Soveti (Newspaper), Dec 29, 1990, P. 3 (Расположение памятника на карте).
- Мансуров X. Х., Максумов А. Н., Каримов Х. Х. и др. Памяти учёного: Академик Х. Ю. Юсуфбеков // Изв. АН Республики Таджикистан. Отд-ние биол. наук. — Душанбе, 1992. — № 2 (126). — С. 63—64.
- Документальный фильм «Лавҳаи Ёдгорӣ» (1993).
- Документальный фильм «Ёде аз дӯст» (1995).
- Президент АН Таджикской ССР с 1965 по 1988 год, член-корреспондент АН СССР М. С. Асимов с участием академиков АН Таджикской ССР А. Н. Максумов[6] и Р. Амонов в своих воспоминаниях об академике X. Ю. Юсуфбекове[к. 22] — январь 1995 г. «Первый канал» Таджикского телевидения (видеоматериал).
- Документальный фильм «АКАДЕМИК ХУДОЁР ЮСУФБЕК — аз ёдҳо, дар ёдҳо…» (1998).

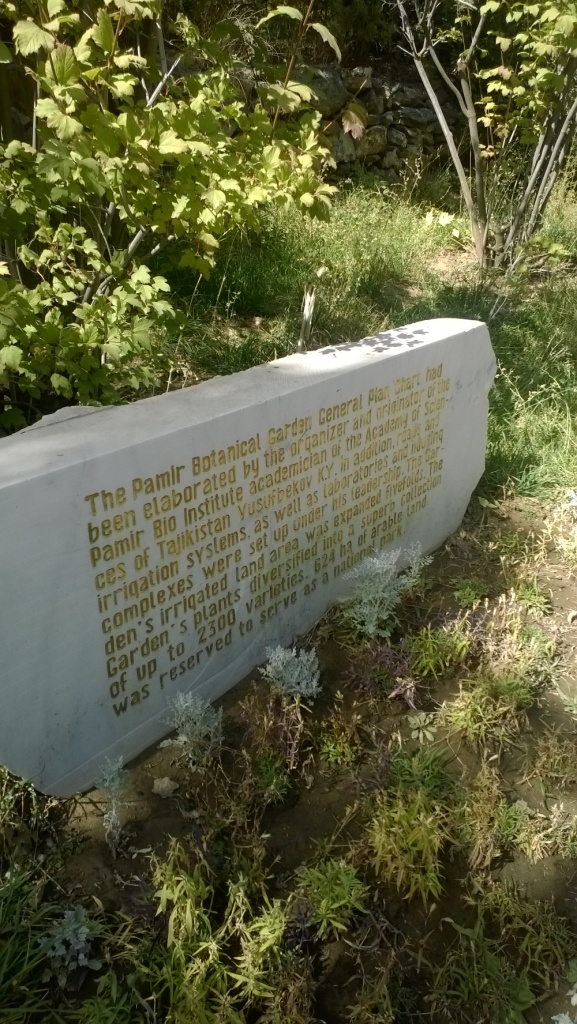
Мемориальный камень из белого мрамора на территории Памирского ботанического сада — сентябрь 2016 г., установлен в октябре 1998 г.

- В честь 70 летия академика X. Ю. Юсуфбекова[32] установлен мемориальный мраморный камень на территории Памирского ботанического сада и в родном кишлаке Пиш, Дарморахт Шугнанского района ГБАО.
- 10 декабря в эфире круглосуточного Государственного информационного телеканала «Джахоннамо» в аналитической программе «Календарь дня» о жизнедеятельности академика Х. Ю. Юсуфбекова по случаю годовщины со дня рождения (видеоматериал 2015 г., видеоматериал 2016 г.).
- 10 декабря в эфире круглосуточного Государственного, общенационального телеканала «Синамо» в аналитической программе «Календарь дня» (Тақвими рӯз) о жизнедеятельности академика Х. Ю. Юсуфбекова по случаю годовщины со дня рождения (видеоматериал 2017 г.).
- Абдусаттор Саидов, ноиби президенти Академияи илмҳои Ҷумҳурии Тоҷикистон, Оғоназар Ақназаров, академик. Жизнь, достойная подражания (тадж.) = Рӯзгоре барои ибрат // Ҷумҳурият. Нашрияи расмии Ҷумҳурии Тоҷикистон = Официальная газета Республики Таджикистан. — 2018. — 20 ноябри (шум. 226 (23569)). — С. 2.
- Саидов А., вице-президент АН Республики Таджикистан, Наврузшоев Д., директор ПБИ им. академика Х. Ю. Юсуфбекова. Неоценимый вклад биолога: К 90-летию академика Х. Ю. Юсуфбекова // Народная газета. Печатный орган Правительства Республики Таджикистан. — 2018. — 21 ноября (№ 47 (20173)). — С. 7.
- Республиканская научная конференция «Биологические ресурсы Памира: состояние изученности и перспективы исследования», посвящённой 90-летию академика Х. Ю. Юсуфбекова. г. Душанбе, 21 ноября 2018 г. = Конфронси илмии ҷумҳуриявӣ «Захираҳои биологии Помир: ҳолати омӯзиш ва дурнамои таҳқиқот» бахшида ба 90-солагии академик Худоёр Юсуфбеков. ш. Душанбе, 21 ноябри соли 2018 (тадж.). АН Республики Таджикистан. — Со вступительным словом выступил президент АН Республики Таджикистан академик Фарход Раҳими, напомнив неповторимые выдающиеся заслуги учёного = Сухани ифтитоҳиро президенти АИ ҶТ, академик Фарҳод Раҳимӣ оғоз бахшида, аз хизматҳои бузургу нотакрори мавсуф ёдоварӣ намуд. Дата обращения: 24 ноября 2018.
- Саидов А., Ақназаров О., Одилбеков К. Наши учёные основатели Памирского ботанического сада = Олимони мо бунёдгузори боғи набототии Помир (тадж.). Anrt.tj/tj. АН Республики Таджикистан = АИ Ҷумҳурии Тоҷикистон (2018). — «Им был впервые разработан генеральный план реконструкции и развития Памирского ботанического сада с использованием современных методов интродукции растений и их адаптации к местным условиям, утверждённый Среднеазиатским Советом ботанических садов. Это позволило впредь осуществить сосредоточение ценной научной коллекции сада с учётом биологических особенностей каждого вида растений. На территории сада были созданы новые отделы флоры, численность коллекции сада было доведено до 4 тысяч видов и подвидов, однолетних и многолетних травянистых растений, кустарников и полукустарников, плодовых, декоративных и вечнозелёных деревьев».:

Смерть не всесильна над теми,
Кто ценил и берёг своё время,
Оставил имя своё в легендах,
Мужчина, обрёкший себя на бессмертие.Оригинальный текст (тадж.)Мард намирад ба марг, марг аз ӯ ком ҷуст,
Ном чу ҷовид шуд, мурданаш осон куҷост.— в переводе М. А. Хасановой
- Булгакова О. С. По следам героев: Очерки. — Челябинск: Южно-Уральское книжное издательство, 1982. — С. 147—155. — 183 с. — (Всероссийская серия „Так закаляется сталь“).
- Бабий Т. П. ЮСУФБЕКОВ Худоер Юсуфбекович // Биологи. Биографический справочник: В справочнике помещены краткие сведения о жизни и научной деятельности свыше 1600 учёных, внёсших значительный вклад в развитие биологических наук (в мире) / [Т. П. Бабий, Л. Л. Коханова, Г. Г. Костюк и др.; Отв. ред. Ф. Н. Серков]. — Киев: Наукова думка, 1984. — С. 734. — 815 с. — 27 500 экз. Российская национальная библиотека.
- Агаханя́нц Окмир Егишевич (1927—2002), геоботаник, доктор географических наук, член-корреспондент Международного географического союза, профессор, соратник и современник Х. Ю. Юсуфбекова:

Вклад Худоера в развитии науки на Памире переоценить невозможно. Без него Памирская наука до сих пор была бы в импортно-зачаточном состоянии 30.08.92.
«Близится грустная годовщина со дня смерти академика Худоера Юсуфбекова, организатора, практически — создателя Памирского биологического института (ПБИ). Мне нет необходимости характеризовать Х. Юсуфбекова как учёного и организатора науки. Его жизнь и деятельность протекали на моих глазах, а итоги деятельности налицо — сам институт как важнейшая научная структура на Памире, написанные им книги, внедрённая система аридного кормопроизводства, ученики.
Худоер Юсуфбеков, памирец, занимает особое место в истории изучении Памира. Им следует гордиться, и я горжусь многолетней дружбой с ним. В России, Беларуси и других суверенных республиках очень высоко ценят вклад Худоера Юсуфбекова в науку» Минск, 26.09.1991
— 
- Асимов Мухамед Сайфитдинович (1920—1996), президент АН Таджикской ССР с 1965 по 1988 гг., член-корреспондент АН СССР (1974):

Становление Худоёра, как известного учёного, искусного руководителя многих научно-исследовательских учреждений, высшего учебного заведения — Таджикского сельскохозяйственного института прошло на моих глазах. Свою деятельность он начал от научного сотрудника, кончая академиком, председателем Памирского филиала АН Таджикистана. Худоёр всего этого добился благодаря своему благородному характеру. Он был личностью, которая воплощала в себе и учёного и человека, человека благородного, учёного труженика, влюблённого в науку. Худоер является частью нашей науки, достижением нашей науки и, если мы хотим чтить память Худоера, то мы должны не только сохранить, но и развить то, что мы имеем (Душанбе, январь 1995 г. видеоматериал).
«Благодаря его (Худоёра) стараниям и помощи Президиума АН Республики этот сад был во много крат расширен. <…> в бывшем СССР другого такого сада не было. В мире это второй сад по величине наряду с Непальским садом, который расположен у подножия Джомолунгмы. Наш Памирский ботанический сад, благодаря Худоёру, превзошёл Непальский. Он не только собрал сюда со всего мира огромное количество различных коллекций, но и хотел распространить значительное количество фруктовых деревьев по районам Бадахшана — так и сделал».
— 
- Гафуров Бободжан Гафурович (1908—1977), академик АН СССР (1968), первый секретарь ЦК Коммунистической партии Таджикистана (1946—1956), директор Института востоковедения АН СССР (1956—1977):

«…посвящаю одному из самых молодых академиков в СССР, желаю ему здоровья, успехов на трудном научном поприще. Я живу и работаю в Москве и горжусь его (Юсуфбекова) научными достижениями и авторитетом в Академии наук СССР».— 
- Мирсаидов Ульмас Мирсаидович (род. 1945), академик (1993), президент АН Республики Таджикистан (1995—2005), директор Агентства по ядерной и радиационной безопасности Академии наук Республики Таджикистан (c 2002):

«Учёные Памирского биологического института им. академика Х. Ю. Юсуфбекова изучают эколого-физиологические особенности растений и животных в условиях высокогорий, разрабатывают научные основы охраны и рационального использования биологических ресурсов Памира, ведут исследования по генетике и селекции сельскохозяйственных культур. Все эти направления исследований были сформированы под научным руководством первого директора Памирского биологического института академика Х. Ю. Юсуфбекова». Душанбе, апрель 2001 г.— 

## Избранные сочинения, рецензии на труды и некоторые публикации
Книги
- Юсуфбеков Х. Ю. Улучшение пастбищ и сенокосов Памира и Алайской долины. — Душанбе: Дониш, 1968. — 320 с.
- Юсуфбеков Х. Ю. Методы возделывания полезных растений в условиях Памира. — Душанбе: Дониш, 1972. — 159 с.
- Юсуфбеков Х. Ю., Касач. А. Е. Терескен на Памире. — Душанбе: Дониш, 1972. — 132 с.
- Юсуфбеков Х. Ю. Памир. Основные итоги исследований природы Памира за 100 лет и дальнейшие перспективы их развития. — Душанбе: Дониш, 1973. — 166 с.
- Юсуфбеков Х. Ю. Кормовые ресурсы Джаушангоза, их использование и улучшение. — Душанбе: Дониш, 1974. — 37 с.
- Юсуфбеков Х. Ю. Проблемы биологии и сельского хозяйства Памира. — Душанбе: Дониш, 1975. — 363 с.
- Юсуфбеков Х. Ю., Агаханянц О. Е. Растительность Западного Памира и опыт её реконструкции. — Душанбе: Дониш, 1975. — 310 с.[к. 24] (Горчаковский П. Л. 199. [Рецензия] // Экология. — 1976. — № 3. — С. 108—109.).
- Растительность и растениеводческое освоение Памира: [Сборник статей] / Отв. ред. Х. Ю. Юсуфбеков, О. Е. Агаханянц. — АН Тадж. ССР. Памирская биол. станция. — Душанбе: Дониш, 1967. — Т. 1. — 268 с. В книге продолжается публикация новейших материалов экспедиционных и стационарных исследований Памирской биологической станции Памирской базы АН Таджикской ССР. В книгу помещены работы, выполненные в разные годы, но результаты которых не публиковались в печати. Санкт-Петербург, РНБ: Растительность — Памир; Растениеводство — Памир.
- Природные условия и реконструкция растительности Памира [Текст: Сборник статей] / Под ред. О. Е.  Агаханянц, Х. Ю. Юсуфбеков; АН ТаджССР. Памирский биол. ин-т. — Душанбе: Дониш, 1970. — 232 с. — (Растительность — Памир). Сборник был подготовлен к печати в 1966 году, но издание его задержалось по независящим от авторов причинам, поэтому в статьях не использована новейшая литература.

Статьи
- Юсуфбеков Х. Ю., Белан В. К методике определения урожайности пастбищ и сенокосов Памира // Растительность и растениеводческое освоение Памира. — Душанбе: Дониш, 1967. — С. 252—258.
- Юсуфбеков X. Ю. Горные сады: [О Памирском ботаническом саде] // Известия. — 1968. — 2 февраля (№ 27 (15726)). — С. 3.
- Юсуфбеков X. Ю. Сады Памира // Правда. — 1971. — 3 августа (№ 215 (19358)). — С. 3.
- Юсуфбеков X. Ю., Клеандров И. Горы ждут исследователей: Проблемы и суждения // Правда. — 1973. — 9 января (№ 9 (19883)). — С. 3.
- Юсуфбеков X. Ю. Памир станет приветливей и мягче: [Рассказ об эффективности науч. исслед. в с.-х. освоении Памира] // Вечерние новости. — Вильнюс, 1972. — 14 апреля.
- Юсуфбеков X. Ю. Памир станет приветливей // Вечерний Душанбе. Орган Душанбинского ГК КП Таджикистана и Горсовета депутатов трудящихся. — Душанбе, 1971. — 17 мая (№ 97 (670)). — С. 3.
- Юсуфбеков X. Ю. Система улучшения пастбищ и сенокосов Памира // Растительный мир высокогорий и его освоение / АН СССР. Всесоюзное ботаническое общество. — Л., 1974. — С. 296—З02.
- Юсуфбеков X. Ю. Русские учёные и Памир // Коммунист Таджикистана. — 1974. — 29 августа (№ 202 (13375)). — С. 2.
- Юсуфбеков X. Ю. Биология и высокогорье // Коммунист Таджикистана. — 1975. — 17 августа (№ 192 (13669)). — С. 2.
- Х. Ю. Юсуфбеков. XII. Науки и научные учреждения. Биологические науки: Памирский биологический институт // Большая Советская Энциклопедия [Текст: В 30 т.] / Гл. ред. А. М. Прохоров. — 3-е. — М.: «Советская энциклопедия», 1976. — Т. 25. — С. 186. — 607 с. — 631 000 экз.
- Юсуфбеков X. Ю. Памирский ботанический сад // Таджикская советская энциклопедия. — Душанбе: Московская типография II Союзполиграфпрома при Государственном комитете Совета Министров СССР по делам издательств, полиграфии и книжной торговли, 1978. — Т. 1. — С. 506.
- Агаханянц О. Е., Юсуфбеков X. Ю. Край перестал быть белым пятном: К 40-летию Советского Памира // Коммунист Таджикистана. — 1965. — 19 августа (№ 194 (10546)). — С. 2.
- Юсуфбеков X. Ю., Глазунова Е. М., Корзинников Ю. С. Оценка масличности плодов форм облепихи крушиновидной, произрастающей на Западном Памире // Растительные ресурсы. — 1980. — Т. 16, вып. 1. — С. 95—97.
- Юсуфбеков X. Ю. Памирский биологический институт // Таджикская советская энциклопедия. — Душанбе: Московская типография II Союзполиграфпрома при Государственном комитете Совета Министров СССР по делам издательств, полиграфии и книжной торговли, 1980. — Т. 2. — С. 592—593.
- Юсуфбеков X. Ю., Корзинников Ю. С., Крымская Н. Б. Перспективы возделывания облепихи на Западном Памире // Сельское хозяйство Таджикистана. — 1981. — № 3. — С. 44—46.
- Юсуфбеков X. Ю. Памирский биологический институт // Природа. — Наука, 1982. — № 12. — С. 48—53.
- Юсуфбеков X. Ю. Не просто зелень: Быть столице краше: [Проблемы озеленения города Душанбе // Коммунист Таджикистана. — 1983. — 17 июля (№ 164 (16007)). — С. 3.[к. 25].
- Юсуфбеков X. Ю. Памирский ботанический сад и основные этапы его развития // Интродукция растений и ботанические исследования в Горном Бадахшане. — Душанбе, 1984. — С. 3—20.
- Юсуфбеков X. Ю., Макаренкова Л. П. Некоторые итоги интродукции хвойных растений Памирским ботаническим садом // Интродукция растений и ботанические исследования в Горном Бадахшане. — Душанбе, 1984. — С. 21—44.
- Юсуфбеков X. Ю., Касач А. Е., Акназаров X. Некоторые итоги исследований но интродукции травянистых растений в Памирском ботаническом саду // Интродукция растений и ботанические исследования в Горном Бадахшане. — Душанбе, 1984. — С. 76—89.
- Юсуфбеков X. Ю., Глазунова E. М., и др. Изучение полиморфизма облепихи на Западном Памире в целях интродукции // Интродукция растений и ботанические исследования в Горном Бадахшане. — Душанбе, 1984. — С. 90—109.
- Юсуфбеков X. Ю. Заповедник в сердце Памира: [О создании заповедника на Памире] // Коммунист Таджикистана. — 1984. — 24 июня (№ 147 (16290)). — С. 2.
- Юсуфбеков X. Ю. В интересах повышения культуры земледелия // Вестник высшей школы. — 1985. — № 8. — С. 25—26.
- Юсуфбеков Х. Ю., ректор ТСХИ, академик АН Таджикской ССР. Высшая школа: [Проблемы, требующие решения] (тадж.) = Мактаби олӣ: [Проблемаҳои ҳалталаб] // Тоҷикистони Советӣ. — Душанбе, 1986. — 15 апрели (шум. 90 (17388)). — С. 3—4.
- Юсуфбеков X. Ю. И лаборатория, и зона отдыха: [Вопрос организации Варзобского государственного природного национального парка] // Коммунист Таджикистана. — 1987. — 17 января (№ 14 (17057)). — С. 3.

### Комментарии
1. ↑  В 1960 г. на Памире была организована Памирская база АН Таджикской ССР, её первым председателем был А. В. Гурский (1960—1965).
2. ↑  Фитомелиорация (от греч. phyton — растение и лат. melioratio — улучшение) — система мероприятий по улучшению условий природной среды путём культивирования или поддержания естественных растительных сообществ, применение фитомелиорации в 5—20 раз дешевле.
3. ↑  Имел квалификацию альпиниста и фотографа. Общая протяжённость маршрутов в научных полевых исследованиях по Памиру (пл. 120 000 км²) и Алайской долины (пл. около 1700 км²) со всем экспедиционным снаряжением пешком, на лошади, ишаке, по воде — на лодке и плоту, на автомашине и вертолёте составила десятки тысяч километров[15].
4. ↑  «Диплом Ж № 461329, Таджикский сельскохозяйственный институт МВО СССР, Решение Государственной аттестационной комиссии от 31 марта 1954 г. Город Сталинабад 1954 г. Регистрационный № 63»
5. ↑  Доктор биологических наук, профессор, директор Памирского ботанического сада с 1940 по 1965 год.
6. ↑  В 1936 г. САГУ организовал в урочище Чечекты (альтитуда 3860 м) в районе реки Акбайтал, близ Мургаба, на Восточном Памире, Памирскую биологическую станцию — первое в мире высокогорное биолого-сельскохозяйственное научное учреждение с опорными пунктами до высоты 4750 м над уровнем моря, призванное сыграть большую роль в развитии советской науки в практике освоения высокогорий.
7. ↑  

Дореволюционный период исследований природы Памира связан с именами зоологов А. П Федченко и Н. А. Северцова, геологов И. В. Мушкетова и Д. Л. Иванова, ботаников О. А. Федченко, А. Э. Регеля, С. И. Коржинского, Н. И. Вавилова и др. Это были разрозненные экспедиции энтузиастов-одиночек, в советское же время они сменились планомерными исследованиями. Для изучения биологических ресурсов Памира и его освоения в 1934 году под руководством П. А. Баранова и И. А. Райковой были созданы первые научно-исследовательские станции.
— Х. Ю. Юсуфбеков. Памирский биологический институт // Природа. — Наука, 1982. — № 12. — С. 48. Архивировано 20 мая 2017 года.
8. ↑  Славные традиции памирцев конца XIX и XX веков, в том числе заложенные советскими учёными Павлом Барановым, Иларией Райковой, Олегом Заленским и Кириллом Станюковичем, нашли достойное продолжение в деятельности академика Худоёра Юсуфбекова[7].
9. ↑  

«Эксперименты проведены в широком высотном (2000—4100 м над ур. м.) и географическом (Западный и Восточный Памир, Алайская долина) диапазоне. Исследования по испытанию разных методов улучшения кормовых угодий сопровождались фитоценологическими, биохимическими, общебиологическими наблюдениями.
Х. Юсуфбековым разработана система ведения лугопастбищного хозяйства Памира и Алайской долины, позволяющая повысить сбор кормов с природных кормовых угодий в несколько, иногда в десятки раз. Вскрыты резервы производства кормов и намечены пути и приёмы их использования в целях укрепления кормовой базы животноводства Горно-Бадахшанской автономной области».— X. Х. Мансуров, А. Н. Максумов, Х. Х. Каримов[31].
10. ↑  «Диплом доктора наук МСХ № 000641, Москва 4 ноября 1969 г. Решение Высшей Аттестационной Комиссии от 19 сентября 1969 г. (протокол № 40)»
11. ↑  Центр института расположен в 5 км от центра г. Хорога на территории Памирского ботанического сада, а опорные пункты — на Восточном и Юго-Западном Памире и на Дарвазе. По состоянию на 1981 г. в характерных для Памира природных зонах Памирский биологический институт имел 7635 га горных территорий.
12. ↑  

«По данным Х. Ю. Юсуфбекова, за 35 лет (с 1936 по 1971 г.) на полях Памирской биологической станции испытано 1400 номеров (до 8000 пакетов-образцов) ячменя, 400 — пшеницы, 350 — овса, 50 — ржи, 20 — проса, 100 — кукурузы и 300 номеров зернобобовых культур. Кроме того, испытания проведены по 2000 номерам кормовых растений, 410 — корнеплодов, 222 — листовых овощных, 70 — лука. Цифры довольно впечатляющие, нельзя не проникнуться чувством глубочайшего восхищения перед истинно подвижническим трудом сотрудников Памирской биологической станции».— Донцова, Зоя Никифоровна. Илария Алексеевна Райкова, 1896—1981 [Текст : ботаник] / [АН СССР]. — Л.: Наука. Ленинградское отделение, 1988. — С. 78. — 134 с. — (РГБ Научно-биографическая серия). — 3700 экз. — ISBN 5-02-026593-4.
13. ↑  «Академия наук Союза Советских Социалистических Республик 117901, ГСП, Москва, В-71, Ленинский просп., 14 Директору Памирского биологического института Академии наук Таджикской ССР т. Юсуфбекову Х. Глубокоуважаемый Худоер Юсуфбекович! Президиум Академии наук СССР поздравляет Вас с высокой правительственной наградой и желает доброго здоровья, счастья и дальнейших творческих успехов. Президент Академии наук СССР академик (подпись) А. П. Александров Главный ученый секретарь Президиума Академии наук СССР академик (подпись) Г. К. Скрябин 1981 г.».
14. ↑  Содержание: п.6 Ботанический сад. На восточной оконечности города находится Памирский ботанический сад — самый высокогорный на территории СНГ и второй по высоте над уровнем моря в мире (2320 м), после ботанического сада Непала. Сад был основан в 1940 году. Коллекция ботанического сада включает более 4 тысяч видов растений со всех регионов мира.
15. ↑  «Из практики известно, что в условиях Алтайского края, например, продуктивность культурных плантаций, по сравнению с естественными зарослями, увеличивается в десятки и даже сотни раз. Таким образом, при создании культурных плантаций на Западном Памире в долинах Ванча и Пянджа урожайность каждого гектара промышленных облепиховых лесов можно довести до 100 центнеров. Это позволит производить до 120 кг масла с одного гектара[47].
16. ↑  В СССР было 103 таких ВУЗа (союзного подчинения): см. Сельскохозяйственные учебные заведения в СССР Архивная копия от 20 апреля 2019 на Wayback Machine
17. ↑  "Приказ Министерства сельского хозяйства СССР от 10.04.1981 № 322-к, Москва «Назначить тов. Юсуфбекова Худоёра Юсуфбековича ректором Таджикского сельскохозяйственного института, освободив от этой должности тов. Алиева Гуляма Алиевича в связи с переходом на научную работу. Министр (подпись, заверенный печатью МСХ СССР) В. Месяц» "
18. ↑  «Аттестат Профессора ПР № 011811, Москва. Решение Высшей аттестационной комиссии при Совете Министров СССР от 16 ноября 1984 г. (протокол № 45 ПК/21) присвоенно ученое звание Профессора по кафедре луговодства»
19. ↑  С 1934 по 1958 год в стране, постановлениями СНК СССР и ЦК ВКП(б) «О структуре начальной и средней школы в СССР», был введён тип общеобразовательной школы в составе 1—7‑го классов — неполная средняя школа, или НСШ[15].
20. ↑  «Выписка из протокола заседания Президиума Всесоюзного Ботанического Общества от 12 декабря 1967 г. Председатель — Президент ВБО Е. М. Лавренко. Протокол вела — Р. М. Иохина 2. СЛУШАЛИ: О подготовке к проведению 4-го Всесоюзного Совещания по вопросам изучения и освоения флоры и растительности высокогорья (г. Душанбе, июнь 1968 г.). ПОСТАНОВИЛИ: Утвердить следующий состав Оргкомитета Совещания: 1. А. И. Толмачев — председатель (декан биолого-почвенного факультета Ленинградского ордена Ленина государственного университета им. А. А. Жданова), 2. М. Н. Нарзикулов — академик-секретарь Отделения биологических наук АН ТаджССР — заместитель председателя, 3. П. Н. Овчинников — директор Ботанического института АН ТаджССР — заместитель председателя, 4. К. В. Станюкович — (председатель Таджикского отд. ВБО), 5. Х. Ю. Юсуфбеков — директор Памирской биологической станции АН ТаджССР), 6. Л. И. Иванина — (секретарь Комиссии ВБО по изучению высокогорий), 7. Г. М. Ладыгина (науч. сотр. Памир. биол. станции АН ТаджССР), 8. Г. Г. Руссяева (ученый секретарь Памир. биол. станции АН ТаджССР). Председатель Е. М. Лавренко. Секретарь Р. М. Иохина. Выписка верна (печать) Референт ВБО: (подпись)».
21. ↑  Совещание проходило в Средней Азии, в г. Душанбе, в Институте ботаники АН Таджикской ССР с 20 по 25 июня 1968 г., в совещании приняло участие более 150 специалистов, представляющих научные ботанические организации из 9 союзных республик.
22. ↑  «…10 декабря мы здесь помянули Худоёра, отметив день его рождения. Я решил написать о Худоёре, которого знал лучше, чем большинство его современников. В какой это будет форме, пока не знаю. Напишу, наверное, сразу о нескольких коллегах-ботаниках памирцах — о Райковой, Станюковиче, Гурском (уже написал) и Худоёре. Пройдут годы, никого из нас — стариков — уже на этом свете не будет, и если возникнет идея написать об этих людях, то что вспомнят? Их ордена, звания, титулы, может быть, книги. А сами личности останутся неизвестными поколениям, как это часто бывает в истории. Ладно ещё, если описание личностей будет неполным, хуже, если в биографию начнут запихивать легенды, слухи, выдумки. Чтобы избежать этого, нужны воспоминания современников. В Германии я как-то очень устал, соскучился по русскому языку, и однажды воскресным вечером сел и написал такой очерк о Гурском. Что-нибудь в этом же роде я намерен написать и о Худоёре. Пусть всё написанное лежит у меня, публиковать-то это негде стало. Главное, чтобы было написано. Вот только надо время выкроить, его мало, дел много, но я непременно это сделаю. Окмир Агаханянц Минск, 27.01.94»
23. ↑  В научном мире исследователей Памира называют „памирцами“.
24. ↑  «Спасибо за письмо. Всё получено. <…> Вышел в свет XVI выпуск сборника „Страны и народы Востока“ (Страны и народы востока / А. Н. Зелинский. — М.: Наука. Главная редакция восточной литературы, 1975. — 302 с. Архивировано 1 сентября 2018 года.), посвящённый Памиру. Там есть и моя статья, но главное, для тебя будут интересны статьи по истории, этногенезу, языку памирцев. Там много и о твоём родном Дарморахте. Я пошлю тебе этот сборник, как только узнаю, где ты находишься — в Хороге или в Душанбе. Поскольку ты Сидоренке уже подарил книгу, я сегодня написал ему письмо с благодарностью за редактуру. Свете Михайловой я книгу послал, <…> разослал также: Горчаковскому, Бабушкину, Васильченко, Васильевой, Григорьеву, Гвоздецкому, Толмачёву, Камелину, Павлову, Культиасову, Мурзаеву, Письяуковой, Синьковским и др., всего по 50 адресам. Обнимаю дружески, Окмирец Минск, 22.11.1975».
25. ↑  «Один из основных просчетов — сверхнормативная загущенность посадок. Деревья теряют декоративность, их ветви, перекрывая все свободное пространство создают плохо продуваемую „крышу“. Выхлопные газы, скапливаясь под такими кронами, медленно улетучиваются и ухудшают воздушный режим, дышать в таких местах, особенно в летний зной — трудно».